# Aberystwyth Town FC
Az Aberystwyth Town FC (walesi nyelven: Clwb Pel Droed Aberystwyth) walesi labdarúgóklub, amely az első osztályban szerepel. Székhelye Aberystwyth városában található. Hazai mérkőzéseit a Park Avenue-ban rendezi.

## Története
Bár a városban már az 1870-es évek óta játszottak labdarúgó-mérkőzéseket, klubalapításra csak 1884-ben került sor Arthur, John és Hugh Hughes révén.
1896-ig a csapat csak barátságos mérkőzéseket játszott, ekkor egy évre csatlakozott a walesi szövetséghez, hogy aztán ismét csak barátságos összecsapásokon szerepeljen. Sokáig a Montgomeryshire-i regionális liga tagja volt, ahol többször is bajnoki címet ünnepelhetett.
Amikor 1921-ben létrejött az egységes, nemzeti bajnokság, az Abrystwyth a középső csoport tagja lett, amelyet többször is sikerült megnyernie. 1931-ben és két évvel később az amatőr kupát is elhódította. Az első osztályban kevés alkalommal szerepelt, legjobb eredménye egy harmadik hely még újonc szezonjából, 1992-93-ból.

## Sikerei
- Welsh Premier League
  - Bronzérmes (1 alkalommal): 1993

- Welsh Cup
  - Győztes (1 alkalommal): 1900
  - Ezüstérmes (1 alkalommal): 2009

## Jelenlegi keret
| # |       | Poszt | Név                       |
| - | ----- | ----- | ------------------------- |
| - | Wales | K     | Steven Cann               |
| - | NIR   | K     | Chris Doran (Játékosedző) |
| - | Wales | V     | Sion James                |
| - | ENG   | V     | James McCarten            |
| - | ENG   | V     | Dave Swanick              |
| - | Wales | V     | Aneurin Thomas            |
| - | Wales | V     | Wyn Thomas                |
| - | Wales | V     | Craig Williams            |
| - | Wales | V     | Adam Carvell              |
| - | Wales | V     | Liam James                |
| - | Wales | KP    | Rhydian Davies            |

| # |       | Poszt | Név                                        |
| - | ----- | ----- | ------------------------------------------ |
| - | ENG   | KP    | Geoff Kellaway                             |
| - | ENG   | KP    | Josh Macauley                              |
| - | Wales | KP    | Bari Morgan                                |
| - | POL   | KP    | Krzysztof Nalborski                        |
| - | ENG   | KP    | Andy Parkinson                             |
| - | IRL   | KP    | Sean Thornton (Csapatkapitány)             |
| - | ENG   | KP    | Michael Walsh                              |
| - | Wales | CS    | Ifan Burrell                               |
| - | WAL   | CS    | Chris Llewellyn (Kölcsönben a Llanellitől) |
| - | Wales | CS    | Alex Samuel                                |
| - | Wales | CS    | Josh Shaw                                  |

## Eredmények

### Európaikupa-szereplés

#### Összesítve
| Kupa           | J | GY | D | V | LG–RG |
| -------------- | - | -- | - | - | ----- |
| Intertotó-kupa | 4 | 0  | 2 | 2 | 3–8   |
| Összesítve     | 4 | 0  | 2 | 2 | 3–8   |

#### Szezonális bontásban
| Idény | Kupa           | Forduló    | Klub        | 1. mérk. | 2. mérk. |
| ----- | -------------- | ---------- | ----------- | -------- | -------- |
| 1999  | Intertotó-kupa | 1. forduló | Floriana FC | 2–2      | 1–2      |
| 2004  | Intertotó-kupa | 1. forduló | Dinaburg FC | 0–0      | 0–4      |

Megjegyzés: Az eredmények minden esetben az Aberystwyth Town szemszögéből értendőek, a félkövéren jelölt mérkőzéseket pályaválasztóként játszotta.